# Danny Morrison

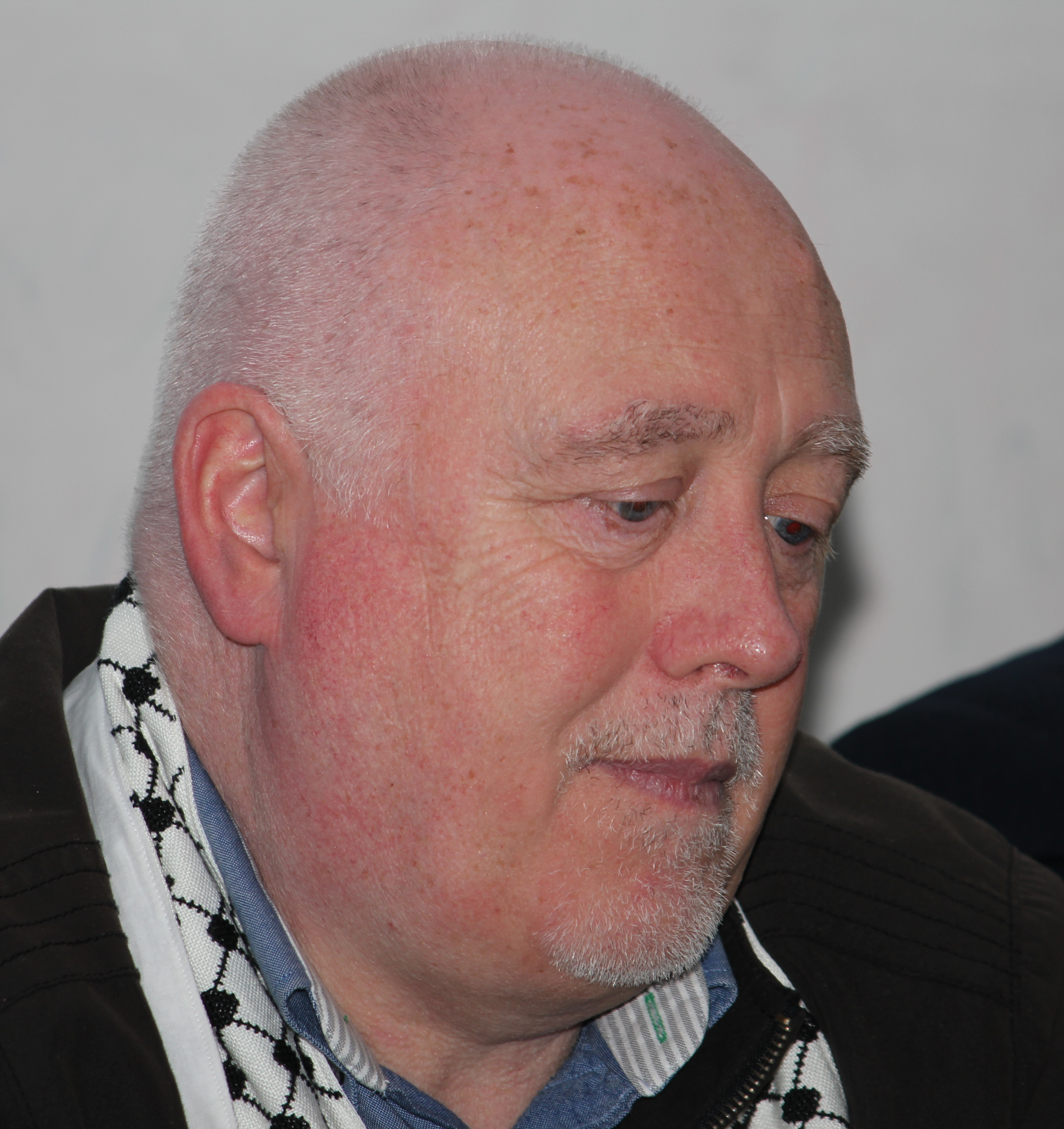
Danny Morrison (2012)

Danny Morrison (* 9. Januar 1953 in Belfast) ist ein nordirischer Journalist und Schriftsteller und einer der prägenden Intellektuellen der republikanischen Bewegung in den 1980er Jahren.

## Politische Laufbahn
Nach seiner Freilassung aus der Internierung im Lager Long Kesh wurde er mit 22 Jahren Chefredakteur der Wochenzeitung An Phoblacht/Republican News. 1982 wurde er Pressesprecher der Sinn Féin und war von 1982 bis 1986 Sinn-Féin-Abgeordneter in der Northern Ireland Assembly in Stormont. Aus Protest gegen die Boykottpolitik gegen Sinn Féin und SDLP trat er das Amt jedoch nicht an. Sowohl 1984 als auch 1989 war er Spitzenkandidat der Sinn Féin bei den Europawahlen.
Er prägte auf einer Parteitagsdebatte 1982 den Slogan [Why not free Ireland with] The Armalite in one hand and the ballot box in the other, dt. [Befreien wir Irland mit dem] Sturmgewehr in der einen Hand und die Wahlurne in der anderen, die bis in die frühen 1990er Jahre hinein die Strategie der republikanischen Bewegung beschrieb.
Im Jahr 1990 wurde Danny Morrison wegen der Beteiligung an der Entführung und versuchten Ermordung eines als Informanten für die britische Armee arbeitenden IRA-Mitglieds zu acht Jahren Gefängnis verurteilt. Er selbst behauptete, mit der betroffenen Person eine Pressekonferenz über verdeckte Operationen der britischen Armee vorbereitet zu haben und in eine Falle gelockt worden zu sein. Fünf Jahre später wurde er im Rahmen der Amnestie nach der IRA-Waffenruhe von 1994 freigelassen. Seine Verurteilung wurde 2008 aufgehoben, die Gründe für diese Entscheidung gab das Gericht aber nicht bekannt, da sicherheitspolitische Interessen berührt seien.
Als freier Journalist und Buchautor lebt er nun in Belfast und schreibt für die Irish Times und die Andersonstown News und veröffentlicht regelmäßig Gastbeiträge in verschiedenen internationalen Zeitungen, darunter The Examiner, The Observer, The Guardian, die Washington Post und der Boston Globe.

## Werke
- West Belfast. Roman. 1989.
  - dt. West Belfast. ISBN 3-928300-74-1. (Der Roman beschreibt die Entstehung der so genannten Troubles anhand einer katholischen Familie im katholischen Teil Belfasts. Er gilt als eine erste literarische Verarbeitung zum Nordirlandkonflikt)
- On the Back Of the Swallow. Roman. 1994.
  - dt. Auf dem Rücken der Schwalbe (Diesen Roman schrieb Morrison in der Gefangenschaft. Beschrieben wird eine Liebesgeschichte zweier Männer, die an der harten Männerwelt im Knast tragisch endet)
- The Wrong Man. Roman. 1997.
  - dt. Der falsche Mann. ISBN 3-928300-73-3. (Anhand des Themas Verrat behandelt der Roman die zwischenmenschlichen Konflikte der im Untergrund kämpfenden IRA-Aktivisten)
- Then The Walls Came Down. (Eine Autobiografie, basierend auf seinen Gefängnisbriefen)
- All The Dead Voices 2002. (Eine Erinnerung)

## Sachbücher in deutscher Sprache
- Aus dem Labyrinth. Schriften auf dem Weg zum Frieden in Nordirland. Unrast, Münster 1999, ISBN 3-89771-000-5.
- Troubles – Eine politische Einführung in den Nord-Irlandkonflikt. Unrast, Münster 1997, ISBN 3-928300-64-4.